# Danry Vásquez
Danry Josué Vásquez Blanco (Charallave, Miranda, Venezuela, el 8 de enero de 1994) es un beisbolista profesional venezolano que juega en la posición de jardinero. En la Liga Venezolana de Béisbol Profesional, juega con el equipo Bravos de Margarita.

## Carrera
En 2010, los Tigres de Detroit firmaron Vásquez como agente libre internacional.[cita requerida]
Vásquez comenzó la temporada 2011, con los GCL Tigers de Liga de la Costa del Golfo (Gulf Coast League) jugando 54 partidos, con promedio de .272, produciendo en 206 turnos al bate, 56 Hit, 25 carreras anotadas, 30 carreras impulsadas, 8 dobles, 1 triple, 2 jonrones, 3 bases robadas, 7 bases por bolas y fue ponchado en 34 turnos.
Vásquez comenzó la temporada 2012 con los Whitecaps de West Michigan de la Clase A Liga del Medio Oeste, jugó 29 partidos, con promedio de .162, produciendo en 99 turnos al bate, 16 Hit, 5 carreras anotadas, 7 carreras impulsadas, 1 doble, 1 jonrón, 3 bases robadas, 7 bases por bolas y fue ponchado en 20 turnos. jugó con el equipo hasta el 10 de mayo de 2012, fue bajado por su bajo rendimiento.
El 10 de mayo de 2012, Vásquez juega con el equipo Connecticut tigres de la temporada 2012 de Clase A-corto de Liga Nueva York-Pensilvania (New York–Penn League), jugó 72 partidos, con promedio de .311, produciendo en 289 turnos al bate, 90 Hit, 36 carreras anotadas, 35 carreras impulsadas, 16 doble, 2 triples, 2 jonrón, 6 bases robadas, 13 bases por bolas y fue ponchado en 45 turnos. su última aparición con Connecticut tigres fue el 5 de septiembre de 2012. Fue promovido a Clase A de la Liga del Medio Oeste (Midwest League) por sus resultados.
Vásquez, Comenzó la temporada 2013, con el oeste de Míchigan, donde jugó 97 partidos y tenía un promedio de .281 produciendo en 375 turnos al bate, 106 Hit, 47 carreras anotadas, 40 carreras impulsadas, 16 doble, 5 triples, 6 jonrón, 9 bases robadas, 31 bases por bolas y fue ponchado en 56 turnos. Para finalizar su aparición en la temporada con el equipo el 28 de julio de 2013.[cita requerida]
En julio de 2013, los Tigres de Detroit negociaron a Vásquez para transferirlo a Los Astros de Houston por José Veras.[cita requerida]
Los Astros asignaron a Vásquez a las Quad Cities River Bandits de la Liga del Medio Oeste (Midwest League), donde hizo aparición el 31 de julio de 2013 jugando con el equipo 32 partidos y tuvo un promedio de .288 produciendo en 118 turnos al bate, 34 Hit, 12 carreras anotadas, 20 carreras impulsadas, 2 dobles, 1 triple, 3 jonrones, 2 bases robadas, 6 bases por bolas y fue ponchado en 15 turnos. Para finalizar su aparición en la temporada con fecha el 2 de septiembre de 2013.[cita requerida]
En 2014, Vásquez jugó para los JetHawks Lancaster de la Clase a-Advanced California League, donde jugó 114 partidos y tenía un promedio de .291 produciendo en 423 turnos al bate, 123 Hit, 67 carreras anotadas, 47 carreras impulsadas, 30 doble, 2 triples, 5 jonrón, 1 base robada, 40 bases por bolas y fue ponchado en 68 turnos.[cita requerida]
El 9 de octubre de 2014, Vásquez hizo su debut profesional con 20 años de edad, para la organización de los Leones del Caracas, donde jugó 48 partidos y tuvo un promedio de .304, produciendo en 158 turnos al bate 48 Hit, 26 carreras anotadas, 22 carreras impulsadas, 4 dobles, 6 triples, 2 jonrones, 18 bases por bolas y fue ponchado en 30 turnos. siendo su última aparición para la temporada de la Liga Venezolana de Béisbol Profesional 2014-15, el 28 de diciembre de 2014.
Para la temporada 2015 con los JetHawks Lancaster de la Clase a-Advanced California League participó en 40 partidos y con un promedio de .315 produce en 168 turnos al bate, 53 Hit, 21 carreras anotadas, 21 carreras impulsadas, 13 doble, 2 triples, 3 jonrones, 6 base robada, 13 bases por bolas y fue ponchado en 24 turnos. hizo aparición con el equipo hasta el 25 de mayo de 2015. fue subido a Doble A, para jugar con Corpus Christi Hooks de Liga de Texas (Texas League).[cita requerida]
El 9 de octubre de 2014, Vásquez hizo su debut con Corpus Christi Hooks en 73 partidos y con promedio de .245 produce en 277 turnos al bate, 68 Hit, 30 carreras anotadas, 19 carreras impulsadas, 13 dobles, 1 triple, 3 bases robadas, 16 bases por bolas y fue ponchado en 42 turnos.[cita requerida]
Para la temporada 2015 con los Leones del Caracas Vásquez juega la temporada de la Liga Venezolana de Béisbol Profesional 2015-16 en 57 partidos y con promedio de .276 produce en 199 turnos al bate, 55 Hit, 26 carreras anotadas, 25 carreras impulsadas, 11 dobles, 4 jonrones, 1 base robada, 17 bases por bolas y fue ponchado en 41 turnos.
Para la temporada 2016 con los Corpus Christi Hooks en 60 partidos y con promedio de .265 produce en 211 turnos al bate 56 Hit, 20 carreras anotadas, 20 carreras impulsadas, 12 dobles, 1 triple, 3 jonrones, 8 bases robadas, 17 bases por bolas y fue ponchado en 24 turnos.[cita requerida]
Danry Vásquez fue suspendido, por bajo sospecha de violencia doméstica. Vásquez, de 22 años de edad, apareció por última vez en la alineación de su equipo el 31 de julio.
Los Astros de Houston informaron, a través de su departamento de prensa, que el jardinero venezolano Danry Vásquez ha sido dejado en libertad por el equipo, debido al episodio de violencia doméstica. 13 La suspensión durará mientras se completan la investigación de la MLB y el proceso judicial. Por no tener protección en el roster de 40, tampoco está amparado por la Asociación de Peloteros, lo que le impide gozar de los beneficios y el poder de negociación de otros jugadores que pasaron por casos semejantes.[cita requerida]
En enero de 2017 es traspasado de los Leones del Caracas a los Tiburones de La Guaira en un cambio que involucró al también jardinero Edward Pinto.

## Controversias
En 2016 cámaras de seguridad captaron un momento en el que Danry Vásquez golpeaba a su pareja, cuyo video fue difundido. Vásquez se disculpó públicamente por el hecho, siendo sancionado y multado por la agresión. Lancaster Barnstormers, de la Liga del Atlántico, lo despidieron después de que el video se hiciera viral.